# Lincolnton (Georgia)
Lincolnton è una città degli Stati Uniti d'America, situata in Georgia, nella Contea di Lincoln, della quale è il capoluogo.